# Мортриера
Мортриерата (на френски: meurtrière) представлява дупка в покрива на постройката около входната порта на замък или крепост, през която бранниците могат да стрелят, хвърлят или изсипват опасни субстанции върху нападателите.
Като резултат често през тях се хвърлят камъни и се обсипват със стрели затворените в капан атакуващи отдолу. Мортриерите също позволяват да бъде изспивана вода в случай на пожар.
Подобни дупки, наречени машикули, често се срещат в крепостните стени или кули на замъци, укрепени имения и градове.
Парапетът е издаден напред върху подпора, така че дупките се разполагат върху външната част на стената, което позволява да се стреля през тях, да се хвърлят камъни или да се изспива вряща вода.